# HiDEX
HiDEX（ヒデックス、1988年11月18日 - ）は、日本のシンガーソングライター。大阪府出身。作詞家、作曲家、編曲家、トラックメイカー。音楽グループ『ベリーグッドマン』のメンバー。兄は同じくミュージシャンのNAO。

## 略歴
本名：鈴木 英明（すずき ひであき）血液型はA型、大阪市浪速区生まれで、幼少期より兄の影響でピアノを習い、その後トランペット、ギター、ベース、ドラムなど様々な楽器と触れ合い音楽のセンスを磨く。大阪市立立葉小学校、大阪市立難波中学校卒業。中学時代は後にグループを組むRoverと同じ吹奏楽部でドラムを担当したが顧問と折り合いが合わずにやめ、高校時代までバンドでドラマーをする。高校2年生の夏にはキーボードとしてスニーカーエイジに出場。大阪スクールオブミュージック専門学校へ通い、19歳からトラックメイクを始める。 その後、数々のアーティストに楽曲提供、プロデュースなど様々な楽曲を生み出した後に自身でシンガーソングライターとしても活動を始める。
中学校の同級生で共に吹奏楽部だったRoverと再開後にお互いがソロ活動での楽曲をサポートしあいながら意気投合して2009年に自身の主催イベント『Home's』にて「Roofy」を結成し活動を続けるも、2011年に喧嘩別れで「Roofy」を解散。再びソロとして活動し2012年にデジタルsingle『Good Old Days feat. 双音家』、アルバム『No More Time』をリリース。2013年にMOCAのソロアルバム『原始人の歌』を発売するにあたりトラックメイクを依頼されRoverと共にプロデュース。CD完成後もRoverの主催ライブ『西村アコースティックス』で意気投合し3人がソロライブを行ううちにRoverへ「Roofy」の活動再開を打診する。Roverより『西村アコースティックス』と両方やってもいいならと活動再開の話が進む中で多くの関係者から3人でグループを組んだ方がいいとアドバイスされ、2013年11月15日に「ベリーグッドマン」結成。
音楽の他、絵画や映像監督とマルチな活動をこなす。
2021年よりファンとの交流の為にオンラインサロンを開設。（2023年2月終了）
2022年より自身のアパレルブランド『icontact』を立ち上げる。

## 人物・エピソード
- 大の漫画好きでライブ前でもリラックスのために読んでいる。
- 好きな食べ物はちくわの磯部揚げ、牛タン。ローソンのアイスコーヒー（ブラック）。
- 特に影響を受けたアーティストはMr.Childrenで普段緊張しない性格だがイベントで桜井和寿にあった時に初めてで唯一緊張したと語っている。
- Def TechのMicroにRoverがアーティスト名をつけてもらった時に隣にいたHiDEXが僕にも付けてほしいと言ったら「小ジャンボ鈴木」でいいんじゃないとテキトーに言われ落ち込んだ。
- HiDEXのアーティスト名はソロ活動時のHiDETracksの略である。
- ”てっぺんとるぞ宣言”ワンマンライブツアー2015ツアー初日の札幌公演にて開始2分、登場曲「Good Time」でジャンプした際に足をくじいたHiDEXが「足折れた～！」と叫び声をあげる[4]。ライブは最後までおこなったが大阪へ帰り病院に行くと右足小指の甲の部分を骨折しており「全治6ヶ月、1ヶ月は絶対安静」との診断される[5]。
- HiDEXの骨折のレントゲン写真を使ったTシャツが札幌公演の1週間後にネタとして大阪公演で限定販売される。
- ベリーグッドマンのメジャーデビュー日の3月9日は母の誕生日である。
- ベリーグッドマン結成10周年の甲子園球場でのワンマンライブは自身の誕生日と同日の11月18日に開催[6]。
- ベリーグッドマンの「さくら」は、ミュージックビデオを廃校となったHiDEXの母校・大阪市立立葉小学校で撮影。
- 毎日通うほどのサウナ好きである。
- ベリーグッドマンのアルバム「必ず何かの天才」のジャケットアートワークを作成。メンバーの写真とイラストが融合されたデザインでそれぞれの中に秘める「才能」を個性的に描いている[7]。
- ベリーグッドマンのアルバム「すごいかもしれん」のジャケットアートワークも作成。メンバー3人の顔が落書きで描かれている。（通常版と初回限定盤でイラストが違う。）[8]
- 高校時代にスニーカーエイジへの出場経験がある縁で2023年12月26日のスニーカーエイジ全国大会で選考員として参加[1]。

## CD・曲
デジタルシングル『Good Old Days feat. 双音家』（2012年6月14日）
ソロアルバム『No More Time』（2012年12月16日）
1. Heart Beat
2. No More Time
3. One Life
4. まずはそこから
5. Already
6. Love Song

提供等
| アーティスト  | 楽曲タイトル                                   | 担当                       | 発表年 | 収録作品                                        |
| ------------- | ---------------------------------------------- | -------------------------- | ------ | ----------------------------------------------- |
| BOIL RHYME    | Set Out Scope                                  | Mixed&Mastered             | 2011年 | 湯煙（EPアルバム）                              |
| BOIL RHYME    | Are you ready? feat. Thunder from TAKING OVER  | Mixed                      | 2011年 | 湯煙（EPアルバム）                              |
| BOIL RHYME    | Quick and Slow                                 | Mixed&Mastered             | 2011年 | 湯煙（EPアルバム）                              |
| BOIL RHYME    | 湯煙 Origjnal                                  | Mastered                   | 2011年 | 湯煙（EPアルバム）                              |
| BOIL RHYME    | 境界線 feat.P-PONG from H.R.C                  | Mastered                   | 2011年 | 湯煙（EPアルバム）                              |
| CODE-V        | Why do you remember?                           | 作詞・作曲                 | 2013年 | 初心〈通常盤〉〈初回限定盤A/B〉                 |
| HISATOMI      | 黄昏 Summer Memories                           | 作曲                       | 2013年 | ヒのサのトのミ                                  |
| HISATOMI      | Big Ship                                       | 編曲                       | 2013年 | ヒのサのトのミ                                  |
| HISATOMI      | My Dream                                       | 編曲                       | 2014年 | ノープロブレムマン                              |
| BAKI          | 夢見通り                                       | 作曲                       | 2014年 | 夢見通り                                        |
| 強            | スーパースター                                 | 作曲                       | 2014年 | スーパースター                                  |
| 強            | ヴァージンロード                               | 作曲                       | 2014年 | スーパースター                                  |
| デジカット    | 523km                                          | 作曲・編曲                 | 2014年 | デジカット3                                     |
| デジカット    | 打ち上げ花火 ～あなたは今、元気にしてますか?～ | 編曲                       | 2014年 | デジカット3                                     |
| FANTAGROUP    | 君がいない世界で                               | 編曲                       | 2014年 | FANTASTIC 3                                     |
| 寿君          | Believe in myself                              | 編曲                       | 2014年 | オレノキュウキョク                              |
| BUCCI         | Sparkling day                                  | 作曲・編曲                 | 2015年 | JUICE UP                                        |
| BUCCI         | Have a good day                                | 作曲・編曲                 | 2015年 | JUICE UP                                        |
| APOLLO        | まだ...                                        | 作曲                       | 2014年 | APOLLO                                          |
| APOLLO        | DO ROAD                                        | 編曲                       | 2016年 | APOLLO                                          |
| APOLLO        | ふとん                                         | 作曲                       | 2016年 | APOLLO                                          |
| APOLLO        | Poker face                                     | 作曲                       | 2016年 | APOLLO                                          |
| KIRA          | ONE MORE DANCE feat. HISATOMI                  | 作曲                       | 2017年 | Naked                                           |
| KIRA          | さよなら                                       | 作曲                       | 2018年 | Naked                                           |
| TAK-Z         | SEE U AGAIN                                    | 作曲                       | 2018年 | SCARLET                                         |
| TAK-Z & KIRA  | トラジックエンド                               | 作曲                       | 2018年 | SCARLET                                         |
| TAK-Z & KIRA  | 最後のグッバイ feat.SHINGO☆西成                | 作曲                       | 2018年 |                                                 |
| OverTone      | Intro ～俺たちがオバトン、みんなはオバハン～   | 編曲                       | 2018年 | OverTunes                                       |
| OverTone      | One less                                       | 編曲                       | 2018年 | OverTunes                                       |
| OverTone      | Wave                                           | 編曲                       | 2018年 | OverTunes                                       |
| OverTone      | Intro ～僕たちの愛 and 優～                    | 編曲                       | 2019年 | 愛 and 優                                       |
| OverTone      | GoodNight                                      | 編曲                       | 2019年 | 愛 and 優                                       |
| OverTone      | Intro ～WONDERFUL JOURNEY～                    | 編曲                       | 2019年 | LIVE to JOURNEY                                 |
| OverTone      | So Bad                                         | 編曲                       | 2019年 | LIVE to JOURNEY                                 |
| OverTone      | 走れオレ                                       | 編曲                       | 2019年 | LIVE to JOURNEY                                 |
| OverTone      | Presents                                       | 編曲                       | 2019年 | LIVE to JOURNEY                                 |
| OverTone      | じゃあね                                       | 編曲                       | 2019年 | LIVE to JOURNEY                                 |
| OverTone      | それと、愛                                     | 編曲                       | 2022年 | POP APP                                         |
| HAND DRIP     | Knock Knock Knock                              | 編曲                       | 2018年 | It's "Show Time"                                |
| HAND DRIP     | FIELD OF HEAVEN                                | 編曲                       | 2018年 | It's "Show Time"                                |
| HAND DRIP     | 言えない                                       | 編曲                       | 2021年 | unlimited                                       |
| HAND DRIP     | Fallin'                                        | 編曲                       | 2021年 | unlimited                                       |
| HAND DRIP     | Let it burn                                    | 編曲                       | 2021年 | unlimited                                       |
| HAND DRIP     | Our core                                       | 編曲                       | 2021年 | unlimited                                       |
| HAND DRIP     | Marry Me                                       | 編曲                       | 2021年 | unlimited                                       |
| HAND DRIP     | 夜空                                           | 編曲                       | 2023年 | ROUTE TO DREAM                                  |
| HAND DRIP     | Your song.                                     | 編曲                       | 2023年 | ROUTE TO DREAM                                  |
| HAND DRIP     | ガッツウーマン                                 | 編曲                       | 2023年 | ROUTE TO DREAM                                  |
| HAND DRIP     | サイレントナイト                               | 編曲                       | 2024年 | HAND DRIP 3                                     |
| Shady         | Brandnew days                                  | 作曲                       | 2020年 | BRANDNEW DAYS                                   |
| Shady         | Nuff vibes feat. M-KEY                         | 作曲                       | 2020年 | BRANDNEW DAYS                                   |
| Shady         | 山茶花                                         | 作曲                       | 2020年 | BRANDNEW DAYS                                   |
| Shady         | 最高な明日へ                                   | 作曲                       | 2020年 |                                                 |
| VELLE.J       | 響け                                           | 編曲・プロデュース・MV監督 | 2020年 | 4TUNES                                          |
| きらてん      | ここで会おう                                   | プロデュース・作詞・作曲   | 2021年 |                                                 |
| Bigfumi       | 雨の日のバラード                               | ミュージックビデオ監督     | 2021年 | Bigfumi 1                                       |
| Bigfumi       | 繋いでいけ                                     | 編曲                       | 2021年 | Bigfumi 1                                       |
| Bigfumi       | Giant Killing                                  | 編曲                       | 2021年 | Bigfumi 1                                       |
| Bigfumi       | 太陽のような人でありたい                       | プロデュース及び編曲       | 2023年 | Bigfumi 1                                       |
| Bigfumi       | それでも生きていくんだ                         | プロデュース及び編曲       | 2023年 | Bigfumi 1                                       |
| Bigfumi       | Bigfumi 1                                      | アルバムプロデュース       | 2023年 |                                                 |
| Bigfumi       | 名もなき愛の唄                                 | 編曲                       | 2024年 |                                                 |
| Bigfumi       | サチあれ！                                     | 編曲                       | 2025年 |                                                 |
| OverTone      | 2㎡の世界                                      | サウンドプロデュース       | 2021年 |                                                 |
| Kis-My-Ft2    | Tokyo-Kis                                      | 編曲                       | 2022年 | 『想花』〈通常盤〉 作詞・作曲：ベリーグッドマン |
| THE FRANK VOX | ムツラボシ                                     | 作曲・編曲                 | 2023年 | VOX LETTER                                      |
| 虎鷹          | ねぶそく                                       | 編曲・MIX                  | 2024年 |                                                 |

## 出演

### ラジオ
- ZIP-FM「Talk Talk Talk」25:00 - 25:30（2015年4月1日～） ※ベリーグッドマンとしてのレギュラー番組

### テレビ ／ YouTube
- SPACE SHOWER TV / スカイA「A-Golf」（2022年）[19]

### テレビCM
- 関西サイクルスポーツセンター「アトラクション編」「バーベキュー編」「変わり種自転車編」（2022年10月11日 - ）※ベリーグッドマンとして出演